# Лабзо, Сергей Анатольевич
Сергей Анатольевич Лабзо (род. 22 октября 1958, Ковгары, Могилёвская область) — советский пловец, трёхкратный чемпион СССР и призёр чемпионата Европы в эстафетах. Мастер спорта СССР международного класса.

## Биография
Родился 22 октября 1958 года в деревне Ковгары Осиповичского района Могилёвской области. Начал заниматься плаванием в возрасте 12 лет в школе-интернате спортивного профиля города Бобруйск у Дины Царик. В 1976 году поступил в ГДОИФК им. П. Ф. Лесгафта и переехал в Ленинград, где продолжил тренироваться под руководством Генриха Яроцкого.
Специализировался в плавании вольным стилем на короткие дистанции. Наиболее значимых успехов добивался в 1977 году, когда на чемпионате СССР в Днепропетровске выиграл золотые медали в эстафетах 4×100 и 4×200 метров, а также бронзовую медаль на дистанции 100 метров. После этого успеха был включён в состав сборной страны на чемпионате Европы в Йёнчёпинге, где стал бронзовым призёром в эстафете 4×100 метров вольным стилем.
В 1981 году перешёл в водное поло, в первой половине 1980-х годов выступал за ватерпольный клуб «Балтика» (Ленинград).
В 1985 году завершил свою спортивную карьеру. В 1996–2007 годах занимался тренерской деятельностью в СШОР «ВоВиС» Выборгского района Санкт-Петербурга. С 2007 года преподаёт на кафедре физической культуры Государственного университета морского и речного флота имени адмирала С.О. Макарова.